# Holcocephala calva
Holcocephala calva là một loài ruồi trong họ Asilidae. Holcocephala calva được Loew miêu tả năm 1872. Loài này phân bố ở vùng Tân Bắc giới.